# Xã Londonderry, Quận Chester, Pennsylvania
Xã Londonderry (tiếng Anh: Londonderry Township) là một xã thuộc quận Chester, tiểu bang Pennsylvania, Hoa Kỳ. Năm 2010, dân số của xã này là 2.149 người.